# Metazolamid
Metazolamid (Neptazan) je inhibitor karbonatne dehidrataze.